# Kärlis Zalts
Kärlis Zalts   (Burtnieki, 10 de març de 1885 - Riga, 1953) va ser un matemàtic, filòsof i folklorista letó.

## Vida i Obra
De família pagesa, es va graduar el 1904 a l'institut de secundària de Jelgava (uns 50 km al sud de Riga) i se'n va anar a estudiar a la universitat de Kíiv quan totes aquestes poblacions encara formaven part de l'Imperi Rus. Es va graduar com enginyer el 1912 i va romandre al Politècnic de Kíev com a professor fins al 1921. En aquesta data, quan Letònia ja era un país independent, va tornar a Riga per ser professor de la universitat de Letònia. També va encapçalar l'oficina estadística de l'Estat.
Durant la Segona Guerra Mundial, va ser oligat ples nazis a treballar a Dresde en un laboratori d'òptica amb finalitats militars. Quan Dresde va ser lliberada per l'Exèrcit Roig, va fer d'interpret per ells fins que va ser traslladat a Moscou on va ser consultor científic del departament de construcció.
El 1946 va retornar a Riga, però no era una persona ben vista per les noves autoritats soviètiques, per les seves anteriors publicacions filòsofiques i flokloriques, tot i que va continuar amb les seves classes de matemàtiques a la universitat, ja no va poder publicar ni promocionar.
A més dels seus treballs matemàtics, també va ser molt conegut pels seus estudis del folklore letó.